# Zelfy Nazary
Zelfagar „Zelfy“ Nazary (* 1. Januar 1995) ist ein australisch-afghanischer Fußballspieler, der beim australischen Verein Western Pride FC unter Vertrag steht und seit 2018 afghanischer Nationalspieler ist.

## Karriere

### Vereinskarriere
Nazary wurde in Australien geboren, wo er in Katanning aufwuchs und bei Vereinen in Albany seine Karriere begann. 2015 unterschrieb er beim australischen Zweitligisten FC Balcatta einen Vertrag und kam in zwei Jahren zu 26 Einsätzen und sieben Toren. 2017 wechselte er dann zum Ligakonkurrenten Floreat Athena, wo er in 25 Spielen zwei Treffer erzielen konnte. Zur Saison 2018 wechselte der defensive Mittelfeldspieler wieder innerhalb der Liga zum Olympic FC aus Brisbane, wo er sich auf Anhieb als Stammspieler durchsetze. In seiner ersten Saison kam er in 24 Spielen zum Einsatz und traf viermal und wurde am Ende der Saison Vizemeister. Mitte der Saison 2019 wechselte er weiter zum Ligarivalen Western Pride FC.

### Nationalmannschaft
Im August 2018 wurde Kouhyar erstmals für die afghanische Nationalmannschaft für das Spiel gegen Palästina nominiert. Bei 0:0-Unentschieden am 19. August 2018 debütierte er schließlich.